# Papiri Bodmer

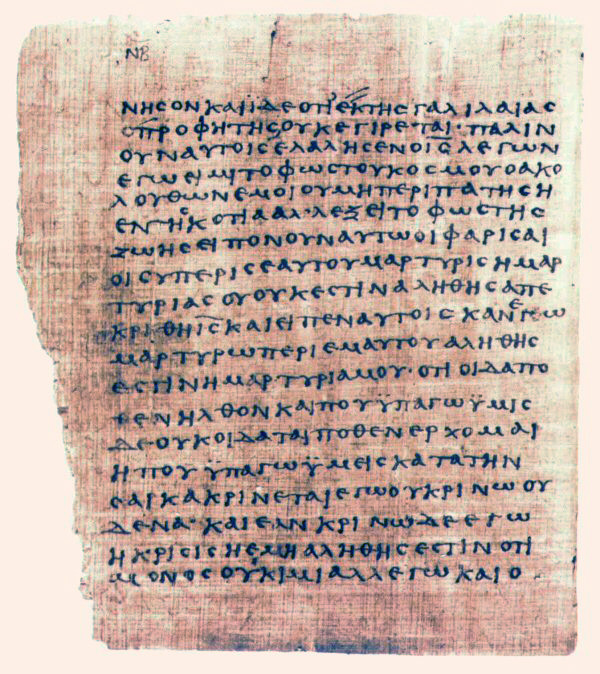
Il papiro n. 66 dei papiri di Bodmer

I Papiri Bodmer sono un gruppo di ventidue papiri scoperti in Egitto nel 1952 e che prendono il nome di Martin Bodmer (1899-1971), il loro compratore, e sono conservati nella Bibliotheca Bodmeriana di Cologny, in Svizzera, ad eccezione del Papiro Bodmer XIV-XV ({\displaystyle {\mathfrak {p}}}75), donato alla Biblioteca Apostolica Vaticana.
I papiri contengono frammenti dall'Antico e dal Nuovo Testamento, dalla letteratura paleocristiana, di Omero, corredato di scolî, nonché di Tucidide, Menandro e Achille Tazio. Il più antico tra questi, il {\displaystyle {\mathfrak {p}}}66, risale al 200 circa, mentre il più recente, {\displaystyle {\mathfrak {p}}}74, risale al VI o VII secolo.

## Storia e contenuti
I Papiri Bodmer furono ritrovati nel 1952 a Pabau, nei pressi di Dishna, in Egitto, nella sede dei monaci dell'ordine di San Pacomio; il sito della scoperta si trova nei pressi di Nag Hammadi, dove furono trovati gli omonimi codici. I manoscritti furono esportati di nascosto da un cipriota, Phokios Tanos del Cairo, e poi trasportati segretamente in Svizzera, dove furono acquistati da Martin Bodmer, il quale li fece conservare nella Bibliotheca Bodmeriana di Cologny. Alcuni papiri aventi la stessa origine sfuggirono a Bodmer e sono conservati separatamente; sir Alfred Chester Beatty acquistò una parte di essi, mentre altri sono conservati a Oxford (Mississippi), Colonia e Barcellona.
I papiri Bodmer furono pubblicati a partire dal 1954, corredati da note, introduzione e traduzione in francese. Non si tratta di soli testi gnostici, come nel caso dei Codici di Nag Hammadi, ma contengono anche opere ortodosse e pagane; i frammenti sono riconducibili ad un totale di trentacinque libri in tutto, scritti in copto e in greco. La maggior parte dei lavori sono in forma di codice, alcuni in forma di rotolo; tre sono scritti su pergamena.
Tra i papiri compaiono i libri V e VI dell'Iliade di Omero (P1), tre commedie di Menandro, e brani di vangeli. Il Papiro 66 ({\displaystyle {\mathfrak {p}}}66) contiene un brano del Vangelo secondo Giovanni, risalente all'inizio del III secolo e di tipo alessandrino e, a parte forse il frammento di papiro detto {\displaystyle {\mathfrak {p}}}52, è la testimonianza più antica di Giovanni; omette il passaggio sullo spostamento delle acque (Giovanni 5:3b-4) e la pericope dell'adultera (Giovanni 7:53-8:11). {\displaystyle {\mathfrak {p}}}72 è la più antica copia nota della Lettera di Giuda, della Prima lettera di Pietro e della Seconda lettera di Pietro. Il Papiro 75 (P75) è un codice mutilo che contiene la maggior parte di Luca e Giovanni; il confronto tra le due versioni di Giovanni nei Papiri Bodmer e di quello dei Papiri Chester Beatty (risalente al III secolo) fece affermare a Floyd V. Filson che «un confronto di tutti e tre, che ebbero la loro origine in Egitto, mostra che in Egitto nel III secolo non c'è un testo uniforme dei Vangeli».
Vi sono anche testi cristiani successivamente dichiarati apocrifi, come il Vangelo dell'Infanzia di Giacomo (Papyrus Bodmer V). È presente anche un lessico greco-latino di alcune lettere di Paolo, e frammenti di Melitone di Sardi. Tra le altre opere vi è la cristiana Visione di Doroteo, figlio di "Quinto il Poeta" (forse il poeta pagano Quinto Smirneo), scritta in esametri omerici arcaicizzanti, che costituisce il più antico poema cristiano in esametri (P29). La più antica copia esistente della Terza lettera ai Corinzi è contenuta nel Bodmer Papryri X.
Il fatto che nella collezione compaia anche materiale non-letterario, come una raccolta di lettere degli abati del monastero di San Pacomio, rafforza la possibilità che il materiale appartenesse alla biblioteca della comunità monastica.

## Lista dei principali papiri
- Papiro Bodmer II: {\displaystyle {\mathfrak {p}}}66
- Papiro Bodmer VII-IX: {\displaystyle {\mathfrak {p}}}72
- Papiro Bodmer XIV-XV: {\displaystyle {\mathfrak {p}}}75
- Papiro Bodmer VII: {\displaystyle {\mathfrak {p}}}74